# Mistrovství světa v letech na lyžích 2006

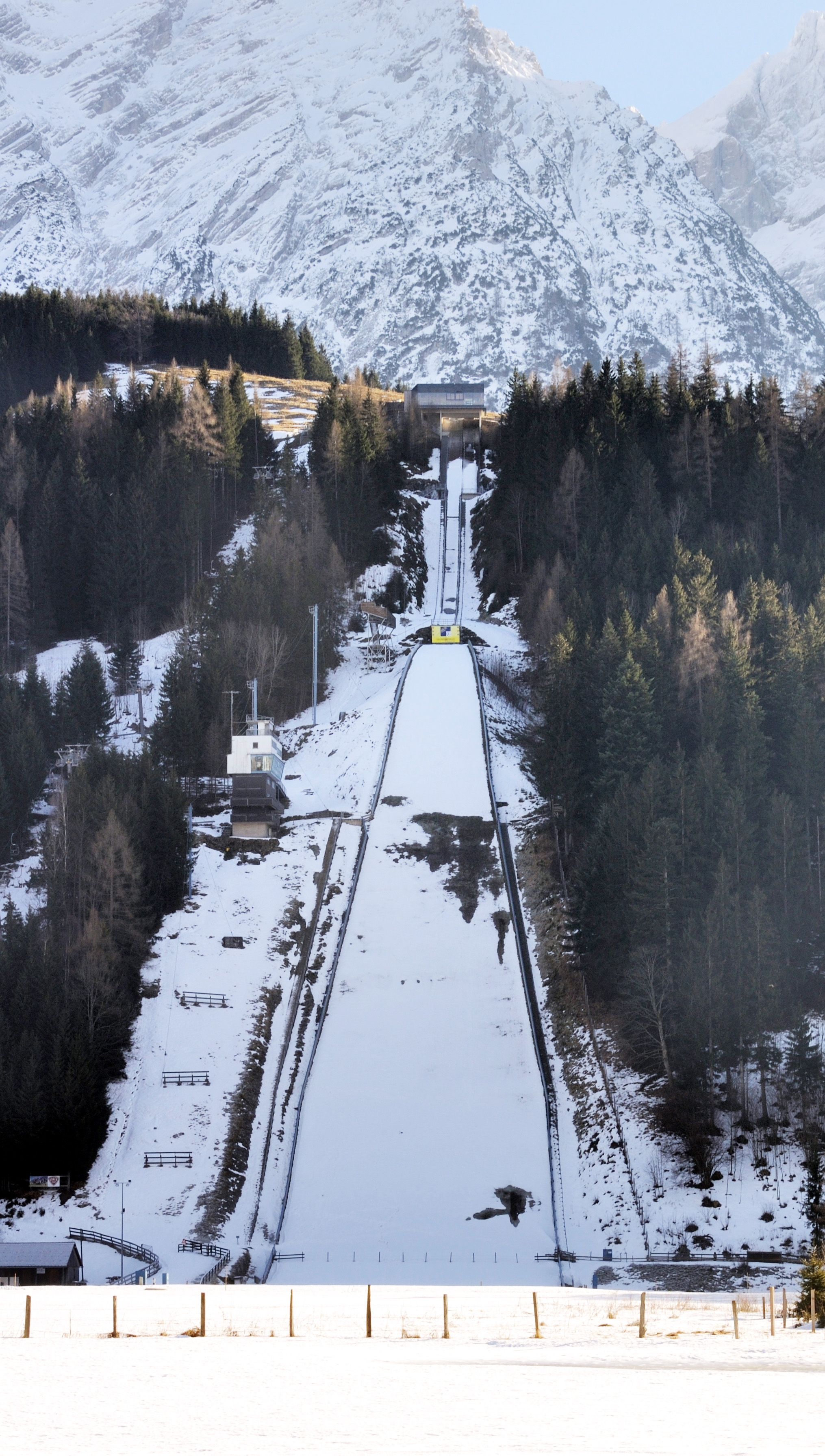
Skokanský můstek v Kulmu

Mistrovství světa v skocích na lyžích se v roce 2006 konalo od 12. do 15. ledna v rakouském Bad Mitterndorfu na tamním mamutím můstku Kulm.

## Výsledky - jednotlivci
| *                | Sportovec           | Skok | Body | Celkem |
| ---------------- | ------------------- | ---- | ---- | ------ |
| Zlatá medaile    | Roar Ljøkelsøy      |      |      | 788,0  |
| Stříbrná medaile | Andreas Widhölzl    |      |      | 762,4  |
| Bronzová medaile | Thomas Morgenstern  |      |      | 752,2  |
| 4                | Martin Koch         |      |      | 741,8  |
| 5                | Michael Uhrmann     |      |      | 721,3  |
| 6                | Andreas Küttel      |      |      | 719,0  |
| 7                | Jakub Janda         |      |      | 717,1  |
| 8                | Janne Ahonen        |      |      | 715,8  |
| 9                | Janne Happonen      |      |      | 714,6  |
| 10               | Bjørn Einar Romøren |      |      | 707,4  |
| 11               | Matti Hautamäki     |      |      | 702,0  |
| 12               | Tommy Ingebrigtsen  |      |      | 701,1  |
| 13               | Michael Neumayer    |      |      | 689,2  |
| 14               | Andreas Kofler      |      |      | 681,8  |
| 15               | Robert Kranjec      |      |      | 678,5  |
| *                | /                   | /    | /    | /      |
| 28               | Jan Matura          |      |      | 549,9  |
| 36               | Antonín Hájek       |      |      | 116,4  |

## Výsledky - družstva
| *                | Družstvo  | Sportovec                                                         | Skok 1 | Skok 2 | Body 1 | Body 2 | Kola | Celkem |
| ---------------- | --------- | ----------------------------------------------------------------- | ------ | ------ | ------ | ------ | ---- | ------ |
| Zlatá medaile    | Norsko    | Bjørn Einar Romøren Lars Bystøl Tommy Ingebrigtsen Roar Ljøkelsøy |        |        |        |        |      | 1497,9 |
| Stříbrná medaile | Finsko    | Janne Happonen Tami Kiuru Matti Hautamäki Janne Ahonen            |        |        |        |        |      | 1477,2 |
| Bronzová medaile | Německo   | Michael Neumayer Georg Späth Alexandr Herr Michael Uhrmann        |        |        |        |        |      | 1374,0 |
| 4                | Rakousko  | Martin Koch Thomas Morgenstern Andreas Koffler Andreas Widhölzl   |        |        |        |        |      | 1290,6 |
| 5                | Slovinsko | Jernej Damjan Rok Benkovič Robert Kranjec Primož Peterka          |        |        |        |        |      | 1252,2 |
| 6                | Švýcarsko | Andreas Küttel Michael Möllinger Guido Landert Simon Ammann       |        |        |        |        |      | 1225,9 |
| 7                | Rusko     | Ildar Fatkullin Dmitrij Vasiljev Děnis Kornilov Dmitrij Ipatov    |        |        |        |        |      | 1154,7 |
| 8                | Česko     | Antonín Hájek Borek Sedlák Jan Matura Jakub Janda                 |        |        |        |        |      | 934,8  |
| 9                | Polsko    | Adam Małysz Stefan Hula Kamil Stoch Robert Mateja                 |        |        |        |        |      | 453,7  |